# Sociologia della famiglia
La sociologia della famiglia è lo studio della famiglia da un punto di vista sociologico. La maggior parte degli studi si concentra sullo sviluppo sociale della famiglia, analizzandola a partire dalle classi sociale, dai generi e dalle etnie interessati al fenomeno.
Gli indicatori utilizzati sono il numero di bambini nella famiglia, la loro età, i background etnici dei componenti, il livello e la mobilità economica dell'unità familiare, il livello educazionale; essi permettono di studiare le interazioni tra la famiglia e la cultura e la società, e tra queste e la famiglia.
La sociologia della famiglia inoltre studia le diversità nelle svariate forme di famiglia nella società contemporanea in relazione all'ideologia, alle differenze di genere e alle politiche statali inerenti all'istituto del matrimonio.
Dal punto di vista sociologico, la famiglia è quella specifica relazione sociale che lega la coppia ai figli, cioè interseca i rapporti fra i sessi con i rapporti fra le generazioni. Pur trattandosi di relazioni interpersonali di mondo vitale, che delimitano una sfera privata, la famiglia ha importanti funzioni per la società, e quindi ha una valenza pubblica. Le forme familiari sono state storicamente molto variabili, tuttavia, nessuna società ha mai potuto abolire la famiglia. Quando ha cercato di farlo, quella società è scomparsa, oppure ha dovuto ridare spazio alla famiglia. La ragione fondamentale consiste nel fatto che la famiglia è una struttura sociale (alcuni parlano di un ‘genoma sociale della famiglia’) che ha il compito di umanizzare le persone attuando il passaggio dalla natura alla cultura.

## Microsociologia
Nella ricerca definita come microsociologica il tema della famiglia rappresenta uno degli oggetti più indagati.
La famiglia è infatti un'istituzione che svolge un ruolo fondamentale nella società, ne rappresenta l'unità minima sociale, oppure, il gruppo primario quanto all'apprendimento ed alla formazione di base di ogni individuo. Non meraviglia quindi che il fenomeno della crisi della famiglia, riscontrato a partire dai primi decenni del XX secolo, sia uno dei temi più delicati per i sociologi. Essi infatti vedono nella crisi di tale istituzione la crisi della società medesima, come degradazione del gruppo che ne costituiva l'elemento base.
Partendo dal presupposto che all'interno della studio sulla famiglia viene in genere distinta la componente biologica, da quella propriamente umana e culturale, i sociologi hanno rilevato nelle loro analisi che già nel periodo preistorico pare abbia avuto una breve durata il nucleo-base (genitori-figli), come nelle specie animali, ed abbia preso il suo posto la famiglia consanguinea, nella quale prevalgono i vincoli di sangue (parentela) su quelli di coniugio. Questa trasformazione si caratterizza a partire dalla necessità di organizzare il gruppo familiare in forme più adatte all'espletamento di funzioni economiche e sociali.
In tale contesto abbiamo un concetto di famiglia allargata che si regge sulla regola del divieto assoluto di matrimonio tra genitori e figli (incesto), e che può essere indifferentemente esogamica o endogamica (le unioni matrimoniali dei consanguinei possono aver luogo all'esterno o all'interno del gruppo familiare).
La crisi della famiglia dipende dalla progressiva caduta della funzione di produzione, per secoli concentrata sulla grande famiglia, soprattutto a causa dell'avvento dell'organizzazione industriale, che ha gradualmente assorbito gran parte del tempo a disposizione dei membri della famiglia, provocandone di fatto uno sfaldamento progressivo proprio nella dimensione dei legami inter-famiglia.